# Edward Barcik
Edward Barcik (Prusice, 31 gennaio 1950) è un ex ciclista su strada polacco.

## Palmarès

### Olimpiadi
- 1 medaglia:
  - 1 argento (Monaco di Baviera 1972 nella corsa a cronometro a squadre)

### Mondiali
- 1 medaglia:
  - 1 bronzo (Mendrisio 1971 nella corsa a cronometro a squadre)